# いちばん逢いたいひと
いちばん逢いたいひと（いちばんあいたいひと）は、2023年2月24日公開の倉野尾成美（AKB48）主演の日本映画。監督は丈。第32回ゆうばり国際ファンタスティック映画祭スペシャルプログラム部門招待作品。広島国際映画祭2022ヒロシマEYE部門特別招待作品。第1回横浜国際映画祭正式招待作品。倉野尾成美の初主演作品、および、映画初主演作品。

## 概要
娘の白血病を家族で乗り越えた経験を持つ堀ともこプロデューサーの実話を元に、急性骨髄性白血病を乗り越えた少女・楓（倉野尾成美）と、そのドナーになった男の人生を、「白血病と骨髄移植」をテーマに描く。楓が旅をするロードムービー。
楓役の候補が何人かいた中で、母親役の高島礼子が倉野尾成美の写真を見て「この子が楓に合うんじゃない？」と目に留まったことから倉野尾成美が選ばれた。
2022年7月30日、第32回ゆうばり国際ファンタスティック映画祭でプレミア上映。
2022年11月19日、広島国際映画祭2022でヒロシマEYE部門特別招待作品としてNTTクレドホール第1会場で上映。上映後、倉野尾成美、丈監督、中村玉緒が登壇しトークショーが行われた。
2023年2月9日、渋谷ユーロライブで、完成披露上映会が開催され、倉野尾成美らが登壇した。
2023年2月17日、多くのシーンの撮影が行われた広島県府中市で、1日限りの先行上映会（完成披露上映会）が府中市文化センターで行われ、倉野尾成美、崔哲浩、町本絵里、丈監督が舞台挨拶で登壇した。同日、福山駅前シネマモードでも先行上映され、倉野尾成美らが舞台挨拶で登壇した。福山駅前シネマモードでは3月16日まで先行上映された。

## キャスト
- 笹川 楓 - 倉野尾成美（AKB48） / 11歳の笹川楓 - 田中千空（子役）
- 薬師寺勝（楓の主治医） - 三浦浩一
- 笹川源蔵（楓の祖父） - 不破万作
- 田畑康代 - 田中真弓
- 高橋与志 - 海津陽
- 神保吉住 - 細川学
- 髙橋夏江 - 夏井世以子
- 池田太一 - 内藤典彦[16]
- 真奈美 - 近藤玲音
- 橘高康介（健吾の友人） - 丈[17]
- 笹川祐樹（楓の父） - 大森ヒロシ
- 柳井健吾（IT企業経営） - 崔哲浩
- 柳井美佳（健吾の妻） - 町本絵里[18]
- 柳井祥子（健吾の母） - 中村玉緒（特別出演）
- 笹川佳澄（楓の母） - 高島礼子

## スタッフ
- 監督・脚本 - 丈
- 原案・エグゼクティブプロデューサー - 近藤牧人
- プロデューサー - 堀ともこ
- ラインプロデューサー - 宇佐美博、とめぞう
- 撮影・編集 - 松岡寛
- 照明 - 本間光平
- 録音 - koty、色川翔太
- ヘアメイク - Ellie、吉田伊織、堀ちほ（高島礼子担当）
- スタイリスト - 澤村紀依
- アシスタントプロデューサー - 飛塚ちとせ
- 助監督 - 高野彩加
- 音楽 - 猿楽、山本雅也、山中勇哉
- 主題歌「青色の航海〜君に捧げる応援歌〜」歌・作詞・作曲・編曲：山本雅也
- 協力 - 広島県府中市、府中市観光協会（広島県）[20]、広島県府中市教育委員会、国登録有形文化財恋しき[21]
- 協賛 - 株式会社M．Y.トランスポート、LARDINI JAPAN株式会社、株式会社ウェルホーム、株式会社スパーツ、建物本舗株式会社
- 後援 - 中国新聞備後本社、公益財団法人日本骨髄バンク
- 配給 - 渋谷プロダクション
- 製作 - TT Global

## ロケ地
丈監督が広島県府中市の観光プロモーション動画（広島県府中市制作）を見たことから主要ロケ地に決まった。
- 広島県内
  - 広島県府中市：石州街道出口通り、喫茶店、理髪店、飲食店、食料品店、国府小学校、府中学園・陸橋、府中東高校、桜が丘団地、出口公民館、府中市民病院、府中市役所、上下駅、白壁の町並み（上下町）、翁座 など[10]。
  - 福山市：福山駅、王城・切石山公園（横島）、福山市立大学[23]。
  - 尾道市
- 少しだけ東京

※ロケ地マップを、府中市観光案内所（広島県）、福山駅前シネマモードなどで配布している。

## エピソード
- 倉野尾成美は主演の話を受けた際に勘違いをして「小学生から演じると思ってました」[25]。
- 倉野尾成美は府中市に「地元の熊本と似ているところが多く、故郷のような親しみやすい印象」をもっている[3]。撮影時の弁当では府中市のインスタントの味噌汁がすごく美味しくて「これ、どこのお味噌汁？」って聞いたところ、その後スタッフに「何かいりますか？味噌汁は？」とずっと勧められていた[6]。また、上下町名物ツチノコ饅頭も大変気に入っている[3]。
- 2022年7月23日の備後国府祭りに倉野尾成美が本作のPRで参加しパレード審査員を務めたり、ロケ地となった府中学園で盆踊りを府中市民と一緒に踊った[26]。
- 倉野尾成美は本作の撮影がタイトなスケジュールで1週間も滞在せず全然休めなかったため、本作のイベントで府中市を訪れた時にプライベートで尾道に立ち寄って街並みをゆっくり満喫した[6]。
- 倉野尾成美の父役を演じた大森ヒロシは妻を白血病で亡くしている[27]。大森ヒロシは明らかにしていなかったため、丈監督は知らずにオファーをした[28]。祖父役の不破万作は姉が白血病だった[29]。田中真弓は息子の友人が白血病で亡くなっており、ドナー登録をしている[29]。
- 堀ともこプロデューサーは本作を作りたくて10年という歳月を費した[29]。